# Норт Ривер (Северна Дакота)
Норт Ривер (енгл. North River) град је у америчкој савезној држави Северна Дакота.

## Демографија
По попису из 2010. године број становника је 56, што је 9 (-13,8%) становника мање него 2000. године.
| Група             | 2000.       | 2010.       |
| Белци             | 65 (100,0%) | 56 (100,0%) |
| Афроамериканци    | 0 (0,0%)    | 0 (0,0%)    |
| Азијати           | 0 (0,0%)    | 0 (0,0%)    |
| Хиспаноамериканци | 0 (0,0%)    | 0 (0,0%)    |
| Укупно            | 65          | 56          |